# Asia Rugby Women's Championship 2016
El Asia Rugby Women's Championship del 2016 fue la novena edición del torneo femenino de rugby.
El ganador del torneo fue la selección de Japón, quienes obtuvieron por segunda ocasión consecutiva el título en la competición.

## Equipos participantes
- Selección femenina de rugby de Hong Kong
- Selección femenina de rugby de Japón

## Desarrollo
| Pos. | Equipo    | Encuentros | Encuentros | Encuentros | Encuentros | Tantos  | Tantos    | Tantos     | Puntos Bonus | Puntos Totales |
| Pos. | Equipo    | jugados    | ganados    | empatados  | perdidos   | a favor | en contra | diferencia | Puntos Bonus | Puntos Totales |
| ---- | --------- | ---------- | ---------- | ---------- | ---------- | ------- | --------- | ---------- | ------------ | -------------- |
| 1    | Japón     | 2          | 2          | 0          | 0          | 69      | 6         | + 63       | 2            | 10             |
| 2    | Hong Kong | 2          | 0          | 0          | 2          | 6       | 69        | - 63       | 0            | 0              |

### Partidos
| 7 de mayo | Hong Kong | 3 - 39 | Japón |  |  |

| 28 de mayo | Japón | 30 - 3 | Hong Kong |  |  |

| Bandera de Japón |
| Campeón Japón    |
| Segundo título   |